# Visky Júlia
Visky Júlia (Budapest, 1922. január 18.–2005), született Sollich Julianna, magyar evangéliumi író, Visky Ferenc (1918–2005) felesége, Visky András (1957) anyja.

## Életútja
Középiskoláit Budapesten végezte, ezt követően nővérképző főiskolába járt. Közben megismerkedett a református egyházban működő CE Bethánia evangéliumi mozgalommal és majdani férjével áttelepült Romániába. Miután férjét elítélték, 1959-ben hét gyermekével a havasalföldi Bărăganba, előbb Răchitoasa, majd Lătești lágerbe deportálták, ahonnan 1964-ben szabadultak.
Önéletrajzi visszaemlékezéseinek első kiadásai külföldön jelentek meg, álnévvel vagy névtelenül, magyarul csak 1989-ben, ezekben deportálása és szabadulása történetét foglalja össze. Fiatal lánykorának eseményeiről, életének fordulásáról, az élő hitre jutásról a Három kereszt c., 1993-ban megjelent munkájában számol be.
Életéből merítette témáját Júlia c. monodrámájához fia, Visky András, mintegy női passiójátékot alkotva ezzel a szerelmi párbeszéddel.

## Művei
- Az Úré a szabadítás (hollandul Op Adelaarsvleugels Gedragen. 1986; magyarul Budapest, 1989; angolul, Julia Francis álnéven, Oklahoma, 1989; románul Kolozsvár, 1993)
- Az Úré a szabadítás. Üzenet Erdélyből; Primo, Bp., 1989
- Három kereszt (Arad, 1993; újrakiadás Kolozsvár, 2007; románul: Trei cruci. Arad, 1993; újrakiadása Kolozsvár, 2006; hollandul De drie kruisen. Gorinchen, 1986)
- Három kereszt; 2. átdolg. kiad.; Koinónia, Kolozsvár, 2007
- Ima; Koinónia, Kolozsvár, 2009